# 1944 v letectví
Tento článek obsahuje seznam událostí souvisejících s letectvím, které proběhly roku 1944.

## Události

### Leden
- 11. ledna – 570 bombardérů USAAF útočí na Brunswick, Halberstadt a Oschersleben. Jedná se o jeden z největších náletů do té doby.

### Duben
- 3. dubna – německá bitevní loď Tirpitz je potopena leteckými útoky Fleet Air Arm a Royal Air Force.

### Květen
- 29. května – americká eskortní letadlová loď USS Block Island je torpédem potopena poblíž Azorských ostrovů. Je jedinou letadlovou lodí US Navy ztracenou v Atlantském oceánu.

### Červen
- 5.–6. června – začátek invaze do Normandie. Spojenecká invaze do Francie začala vzdušným výsadkem v týlu nepřítele.
- 12. června – do Anglie dopadají první létající bomby V1
- 24.–25. června – Luftwaffe poprvé používá letouny systému Mistel, cílem je spojenecká lodní doprava

### Červenec
- 27. července – Gloster Meteory 616. perutě RAF vzlétají ke své první misi proti létajícím bombám V1

### Srpen
- 15. srpna – první vítězství proudového letadla v leteckém souboji. Feldwebel Helmut Lennartz s Messerschmittem Me 262 sestřeluje bombardér B-17 Flying Fortress
- 16. srpna – raketový záchytný stíhač Messerschmitt Me 163 je poprvé nasazen proti nepřátelským bombardérům

### Září
- 11. září – otevřeno letiště Luleå
- 11. září – otevřeno letiště Sundsvall-Timrå (současný název letiště).

### Říjen
- 25. října – proveden první útok kamikaze, zasažená eskortní letadlová loď USS St Lo se potopila

## První lety
- Arado Ar 396

### Leden
- 6. ledna – McDonnell XP-67 Bat
- 8. ledna – Lockheed P-80 Shooting Star

### Únor
- 2. února – Republic XP-72
- 16. února – Curtiss SC-1 Seahawk

### Březen
- 1. března – Horten Ho IX V1, bezmotorový prototyp létajícího křídla Horten Ho 229
- 5. března – Douglas BTD Destroyer

### Duben
- 1. dubna – Bell XP-77
- 5. dubna – Miles Monitor
- 18. dubna – Iljušin Il-10

### Květen
- 6. května – Micubiši A7M Reppú
- 6. května – Douglas XB-42 Mixmaster
- 7. května
  - XA-38 Grizzly
  - I-222
- 23. května – Martin-Baker M.B.5
- 25. května – Tačikawa Ki-74
- 30. května – Pilatus SB-2

### Červen
- 1. června – Lockheed XP-58 Chain Lightning
- 9. června – Avro Lincoln
- 25. června – Ryan FR-1 Fireball
- 30. června — první vzlet prototypu stíhacího letounu Supermarine Spiteful

### Červenec
- Nakadžima J5N Tenrai
- 5. července – Northrop MX-324
- 21. července – I-225
- 28. července – de Havilland Hornet

### Srpen
- 8. srpna – VL Humu
- 16. srpna – Junkers Ju 287
- 21. srpna – Grumman F8F Bearcat
- 26. srpna – Martin AM Mauler

### Září
- 1. září – Hawker Fury, prototyp NX798
- 10. září – Fairchild XC-82

### Říjen
- Boeing XB-39
- Nakadžima G8N
- 27. října – Bristol Buckmaster

### Listopad
- 9. listopadu – Boeing XC-97
- 18. listopadu – Micubiši Ki-83
- 27. listopadu – Boeing XF8B

### Prosinec
- 4. prosince – Bristol Brigand
- 6. prosince – Heinkel He 162
- 7. prosince – Grumman G-65 Tadpole
- 14. prosince – Short Shetland